# فلاکس (یوتا)
فلاکس (به انگلیسی: Flux) یک منطقهٔ مسکونی در ایالات متحده آمریکا است که در شهرستان تویلی، یوتا قرار دارد. فلاکس ۱٬۲۹۳٫۸۹ متر بالاتر از سطح دریا واقع شده‌است.